# Ålesundi repülőtér
Az Ålesundi repülőtér (IATA: AES, ICAO: ENAL) Norvégia egyik nemzetközi repülőtere, amely Ålesund közelében található. Éves utasforgalma 923 734 fő (2022).

## Légitársaságok és úticélok
| Légitársaság          | Célállomások |
| --------------------- | --- |
| Aegean Airlines       | Szezonális charter: Rhodes                                                                                        |
| BH Air                | Szezonális charter: Burgas                                                                                        |
| Evelop Airlines       | Szezonális charter: Palma de Mallorca                                                                             |
| Freebird Airlines     | Szezonális charter: Antalya                                                                                       |
| KLM                   | Amszterdam |
| Norwegian             | Oslo-Gardermoen Szezonális: Alicante Seasonal charter: Gran Canaria                                               |
| Novair                | Szezonális charter: Rhodes                                                                                        |
| Scandinavian Airlines | Bergen, Oslo-Gardermoen, Stavanger, Trondheim Szezonális Koppenhága Seasonal charter: Chania, Gran Canaria, Split |
| Widerøe               | Bergen, Kristiansund, Trondheim, Florø Szezonális charter: Burgas                                                 |
| Wizz Air              | Gdańsk, Katowice, Kaunas                                                                                          |

## Futópályák
A repülőtér futópályái:
- 07/25 (2314 m, 45 m, aszfalt)

## Forgalom
Az utasforgalom az elmúlt években az alábbi módon változott:
| Utasok száma | 749 201 | 634 793 | 684 155 | 770 497 | 833 534 | 1 001 387 | 1 080 045 | 1 077 009 | 452 242 | 923 734 |
|              | 2000    | 2002    | 2005    | 2007    | 2010    | 2012      | 2015      | 2017      | 2020    | 2022    |